# Johannes Acronius Frisius
Johannes Acronius Frisius (Akkrum, Frisia, 1520. - Bázel, 1564. október 18.)
holland matematikus és orvos. Nevét szülőhelyéről kapta. 1547-től a Bázeli Egyetem matematika professzora majd 1549-től a logika professzora és 1564-ben az orvostudomány professzora. Ugyanebben az évben a pestis áldozata lett. Matematikai munkák mellett verseket és humanista röpiratokat is írt.

## Művei
- De motu terrae
- De sphaera
- De astrolabio et annuli astronomici confectione
- Cronicon und Progrosticon astronomica, manuscript